# Wilson Fittipaldi
Wilson Fittipaldi (* 25. Dezember 1943 in São Paulo, Brasilien; † 23. Februar 2024 ebenda) war ein brasilianischer Automobilrennfahrer und Teambesitzer.

## Karriere
Fittipaldi war für 38 Grand-Prix-Rennen gemeldet und qualifizierte sich für 35 Starts. Er fuhr 23 Formel-1-Rennen für Brabham; weitere zwölf Rennen war er für das gemeinsam mit seinem jüngeren Bruder Emerson Fittipaldi gegründete Fittipaldi-Team aktiv.
Wilson Fittipaldi erreichte bei Rennen in der Saison 1973 durch den 6. Platz beim Großen Preis von Argentinien und den 5. Platz beim Großen Preis von Deutschland drei Weltmeisterschaftspunkte. Ab der Saison 1975 konzentrierte er sich auf die Leitung des Fittipaldi-Teams, das sich bis zur Saison 1982 an Formel-1-Rennen beteiligte. Mit seiner Ehefrau Suzy bekam er zwei Kinder: den ehemaligen Rennfahrer Christian Fittipaldi und eine Tochter.
Im Dezember 2023 verschluckte sich Fittipaldi an einem Stück Fleisch und erlitt einen Erstickungsanfall. Seitdem befand er sich in medizinischer Behandlung. Er starb im Februar 2024 im Alter von 80 Jahren.

## Galerie

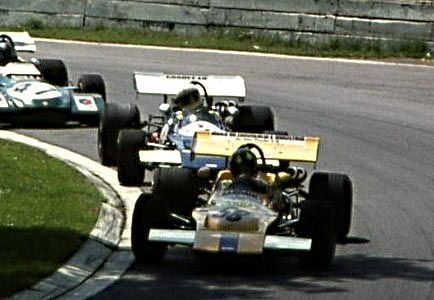
Wilson Fittipaldi in Führung liegend, bei einem Formel-2-Rennen in Crystal Palace (1971)
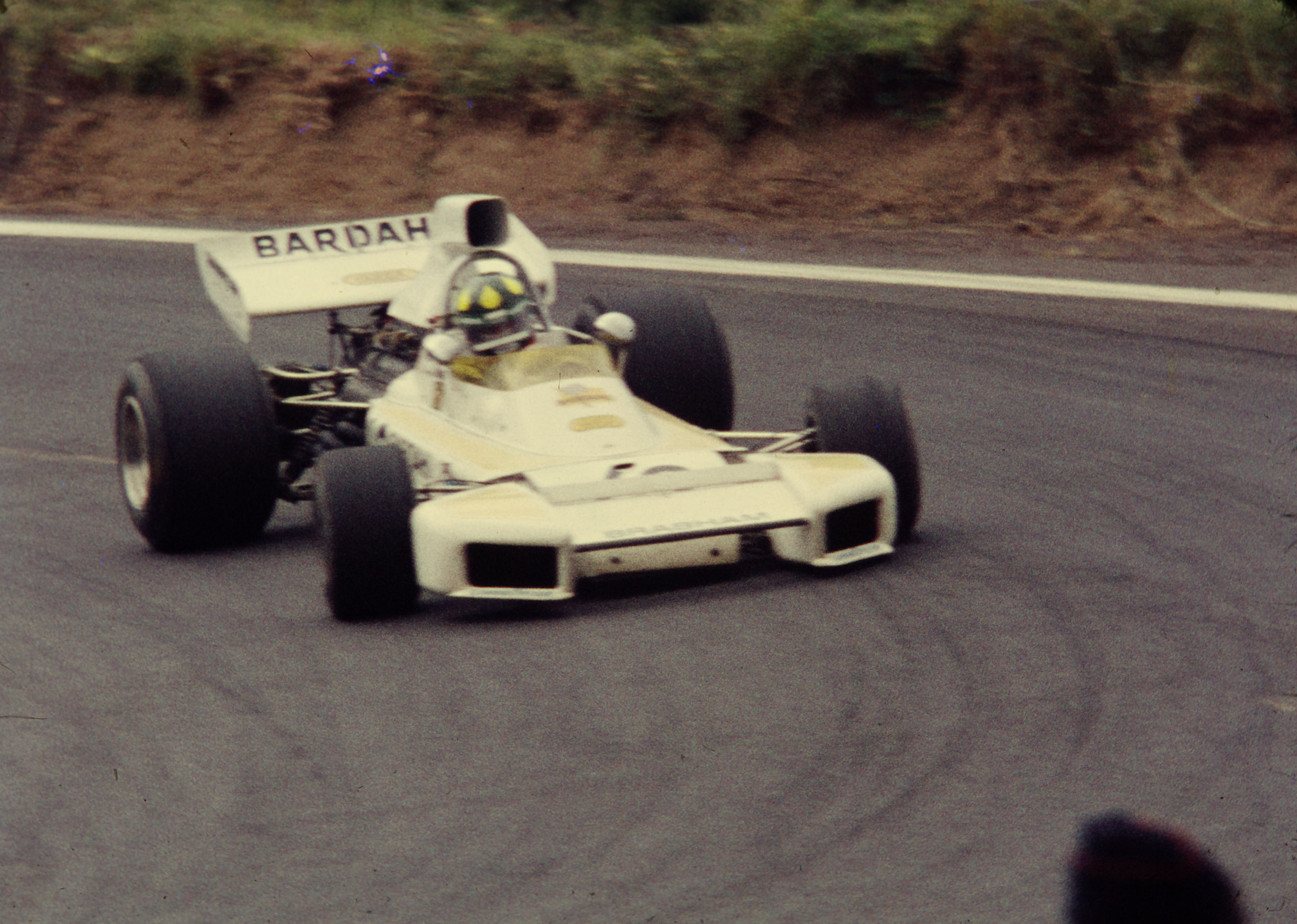
Im Brabham BT34 beim Großen Preis von Frankreich 1972
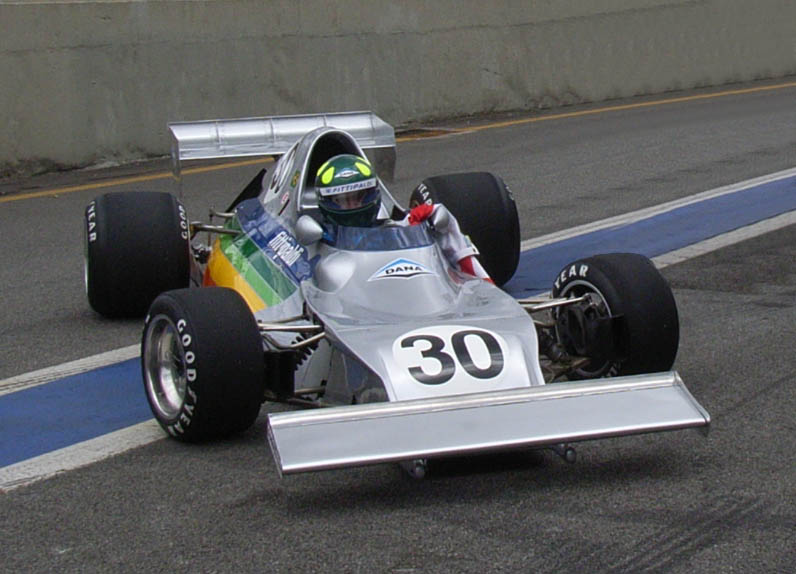
Im Fittipaldi FD01
Wilson Fittipaldi (1966)
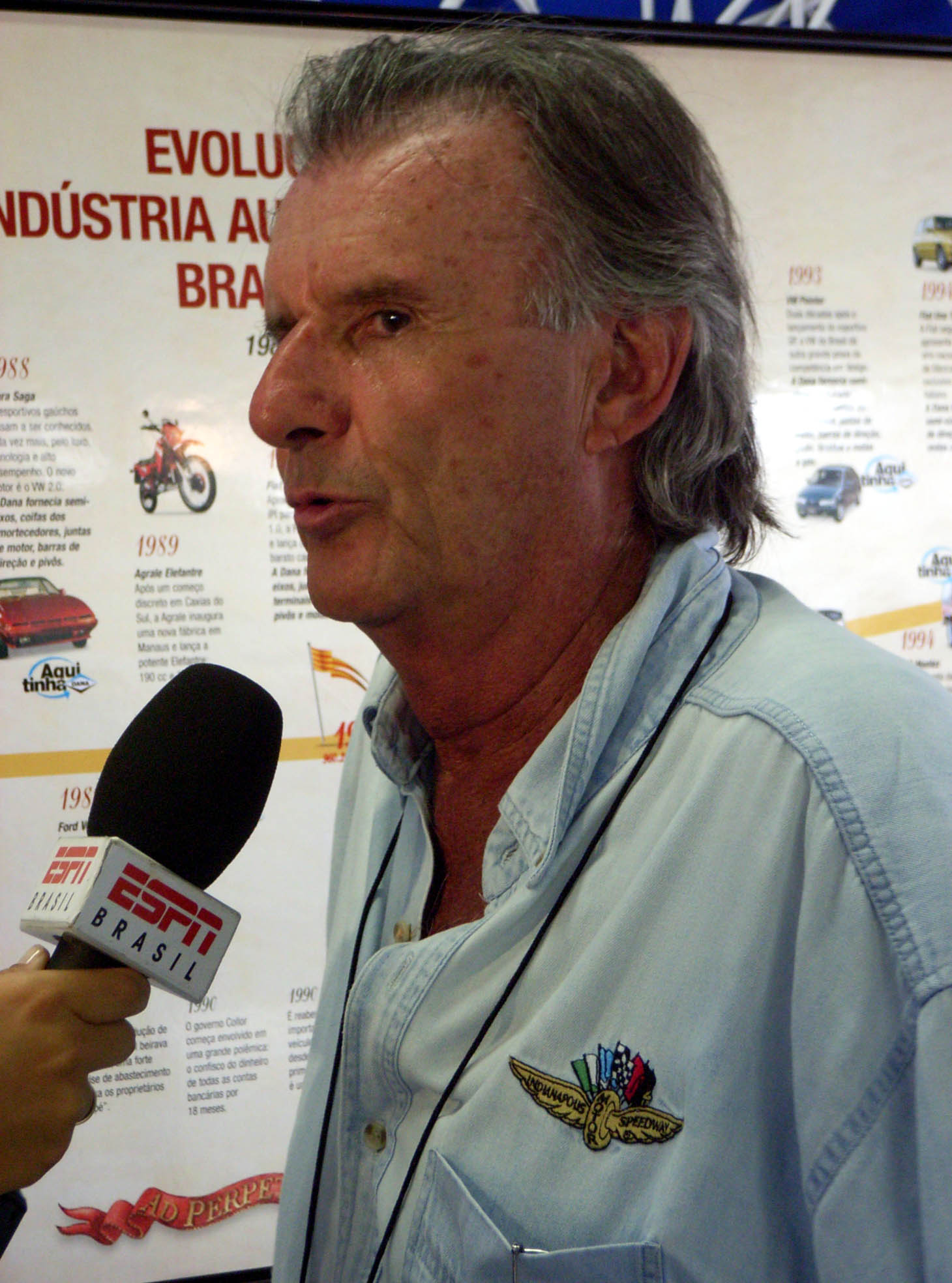
Wilson Fittipaldi (2007)

## Statistik

### Statistik in der Automobil-Weltmeisterschaft
| Saison | 1   | 2   | 3   | 4   | 5  | 6   | 7  | 8   | 9   | 10  | 11  | 12  | 13 | 14 | 15 |
| ------ | --- | --- | --- | --- | -- | --- | -- | --- | --- | --- | --- | --- | -- | -- | -- |
| 1972   |     |     |     |     |    |     |    |     |     |     |     |     |    |    |    |
|        |     | 7   | 9   | DNF | 8  | 12  | 7  | DNF | DNF | DNF | DNF |     |    |    |    |
| 1973   |     |     |     |     |    |     |    |     |     |     |     |     |    |    |    |
| 6      | DNF | DNF | 10  | DNF | 11 | DNF | 16 | DNF | DNF | 5   | DNF | DNF | 11 | 17 |    |
| 1975   |     |     |     |     |    |     |    |     |     |     |     |     |    |    |    |
| DNF    | 13  | DNQ | DNF | DNQ | 12 | 17  | 11 | DNF | 19  | DNF | DNQ |     | 10 |    |    |

| Legende  | Legende            | Legende                                                          |
| Farbe    | Abkürzung          | Bedeutung                                                        |
| -------- | ------------------ | ---------------------------------------------------------------- |
| Gold     | –                  | Sieg                                                             |
| Silber   | –                  | 2. Platz                                                         |
| Bronze   | –                  | 3. Platz                                                         |
| Grün     | –                  | Platzierung in den Punkten                                       |
| Blau     | –                  | Klassifiziert außerhalb der Punkteränge                          |
| Violett  | DNF                | Rennen nicht beendet (did not finish)                            |
| Violett  | NC                 | nicht klassifiziert (not classified)                             |
| Rot      | DNQ                | nicht qualifiziert (did not qualify)                             |
| Rot      | DNPQ               | in Vorqualifikation gescheitert (did not pre-qualify)            |
| Schwarz  | DSQ                | disqualifiziert (disqualified)                                   |
| Weiß     | DNS                | nicht am Start (did not start)                                   |
| Weiß     | WD                 | zurückgezogen (withdrawn)                                        |
| Hellblau | PO                 | nur am Training teilgenommen (practiced only)                    |
| Hellblau | TD                 | Freitags-Testfahrer (test driver)                                |
| ohne     | DNP                | nicht am Training teilgenommen (did not practice)                |
| ohne     | INJ                | verletzt oder krank (injured)                                    |
| ohne     | EX                 | ausgeschlossen (excluded)                                        |
| ohne     | DNA                | nicht erschienen (did not arrive)                                |
| ohne     | C                  | Rennen abgesagt (cancelled)                                      |
| ohne     | keine WM-Teilnahme |                                                                  |
| sonstige | P/fett             | Pole-Position                                                    |
| sonstige | 1/2/3/4/5/6/7/8    | Punktplatzierung im Sprint-/Qualifikationsrennen                 |
| sonstige | SR/kursiv          | Schnellste Rennrunde                                             |
| sonstige | *                  | nicht im Ziel, aufgrund der zurückgelegten Distanz aber gewertet |
| sonstige | ()                 | Streichresultate                                                 |
| sonstige | unterstrichen      | Führender in der Gesamtwertung                                   |

### Einzelergebnisse in der Sportwagen-Weltmeisterschaft
| Saison | Team        | Rennwagen | 1   | 2   | 3   | 4   | 5   | 6   | 7   | 8   | 9   | 10  | 11  |
| ------ | ----------- | --------- | --- | --- | --- | --- | --- | --- | --- | --- | --- | --- | --- |
| 1972   | Equipe Bino | Lola T212 | BUA | DAY | SEB | BRH | MON | SPA | TAR | NÜR | LEM | ZEL | WAT |
| 1972   | Equipe Bino | Lola T212 | DNF |     |     |     |     |     |     |     |     |     |     |